# Горазд
Горазд (словен. Gorazd; *д/н — †бл. 751) — князь Карантанії (Хорутанії) у 749—751 роках. Відомий від латинським ім'ям Какацій.

## Життєпис
Був сином князя Борута. Після смерті останнього у 749 або 750 році успадкував княжий трон. Був досить малим, за нього правили представники знаті. Втім, за наказом баварського єпископа його разом з двоюрідним братом Ґотімирею було викрадено й відправлено до монастиря на озері Хімзее. За іншими відомостями, сам Борут ще за своє панування відправив обох княжичів для навчання християнської віри.
Завершив справу батька з християнізації країни. У 750 році за наказом Горазда було споруджено першу церкву в Карантанії — у столиці Крнскіград. Помер у 751 році за невідомих обставин: був вбитий паганами, що чинили спротив поширенню християнства, в результаті змови або хвороби. Новим князем став Ґотімиря.

## Пам'ять
На честь цього князя названо одну з вулиць столиці Словенії — Любляни.